# Chionographis merrilliana
Chionographis merrilliana là một loài thực vật có hoa trong họ Melanthiaceae. Loài này được H.Hara miêu tả khoa học đầu tiên năm 1968.